# Змія (зодіак)

Рік змії

Змія (蛇) — є шостим з 12-річного циклу тварин, які з'являються в китайському зодіаці пов'язаний з китайським календарем. Вона характеризується як янь, так і інь, асоціюється з елементом «вогню», уособлює символ мудрості і проникливості, що асоціюються з активністю, світлом і творенням, але, з іншого боку, владолюбна, власниця і лінива. У той же час знак має природу інь. Таке поєднання вказує на те, що народжені в рік Змії мають вроджену можливість для гармонійного балансу двох начал.
Згідно з однією легендою, існує пояснення порядку тварин у циклі. Було проведено перегони через велику річку, і порядок тварин у циклі базувався на черговості їх фінішування. У цій історії змія компенсувала те, що не була найкращою плавчинею, таємно причепившись до копита Коня. Коли кінь був готовий перетнути фінішну лінію, змія вистрибнула, налякавши коня, і таким чином випередила його, зайнявши шосте місце.
Ті самі дванадцять тварин також використовуються для позначення циклу годин доби, кожна з яких пов'язана з двогодинним періодом. Година змії - це 9:00-11:00, час коли Сонце зігріває Землю, і змії, як кажуть, виповзають зі своїх нір. Місяць змії - це 4-й місяць китайського місячного календаря, який зазвичай припадає на період з травня по червень, залежно від перетворення китайського календаря на григоріанський.
Причина, чому знаки тварин називають зодіакальними, полягає в тому, що вважається, що на особистість впливають знаки тварин, які керують часом народження, разом з стихійними аспектами знаків тварин у межах шістдесятирічного циклу. 
Подібним чином, рік, яким керує певний знак тварини, як вважається, характеризується ним, причому вплив особливо сильний для людей, які народилися в будь-який рік під керуванням того самого знаку тварини.
У китайській символіці змії вважаються розумними, з тенденцією до відсутності моральних принципів.
Час доби під управлінням Змії: 09.00-11.00.
Відповідний знак Зодіаку: Тілець

## Роки і п'ять елементів
Люди, що народилися в ці діапазони цих дат відносяться до категорії народилися в «рік змії»:
- 4 лютого 1905 — 24 січня 1906, рік Дерев'яної Змії.
- 23 січня 1917 — 10 лютого 1918, рік Вогненної Змії.
- 10 лютого 1929 — 29 січня 1930, рік Земляної Змії.
- 27 січня 1941 — 14 лютого 1942, рік Металевої Змії.
- 14 лютого 1953 — 2 лютого 1954, рік Водяної Змії.
- 2 лютого 1965 — 20 січня 1966, рік Дерев'яної Змії.
- 18 лютого 1977 — 6 лютого 1978, рік Вогненної Змії.
- 6 лютого 1989 — 26 січня 1990, рік Земляної Змії.
- 24 січня 2001 — 11 лютого 2002, рік Металевої Змії.
- 10 лютого 2013 — 30 січня 2014, рік Водяної Змії.
- 29 січня 2025 — 16 лютого 2026, рік Дерев'яної Змії.[2]
- 15 лютого 2037 — 3 лютого 2038, рік Вогненної Змії.

Рік Змії іноді називають Роком Малого Дракона, щоб заспокоїти можливі почуття неповноцінності серед людей, народжених у Рік Змії.

## Монети
У листопаді 2024 Національний банк ввів в обіг нову пам'ятну монету 5 грн. Вона присвячена символу 2025 року за Східним календарем – змії. 

## Галерея
Зображення зодіакальних змій, окремо чи разом з іншими одинадцятьма знаками, показують, як їх уявляли в календарному контексті.

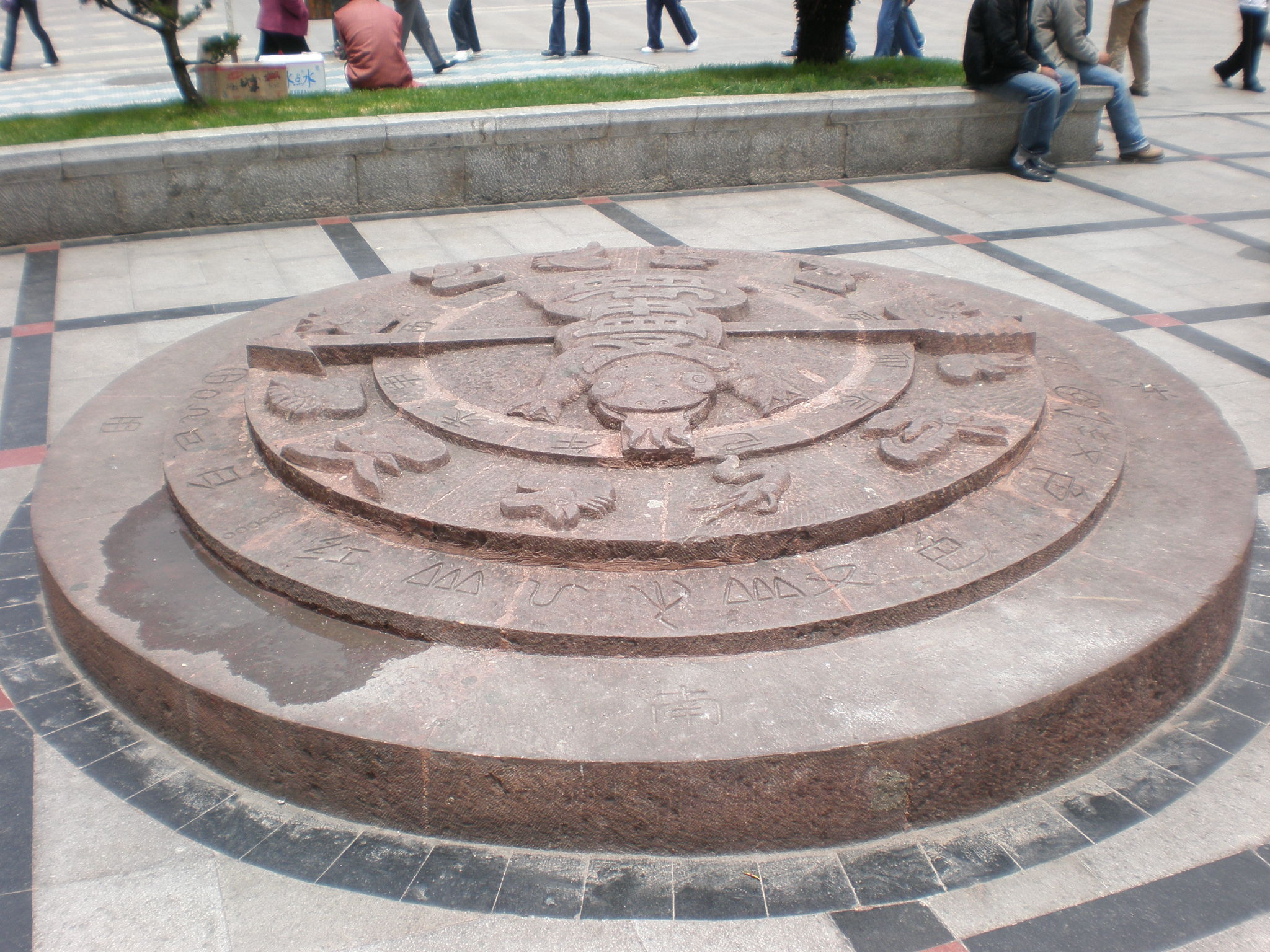
Зодіакальне коло в Старому місті Ліцзян: кам'яне коло з викарбуваними символами китайського зодіаку біля входу до Старого міста Ліцзян, Юньнань
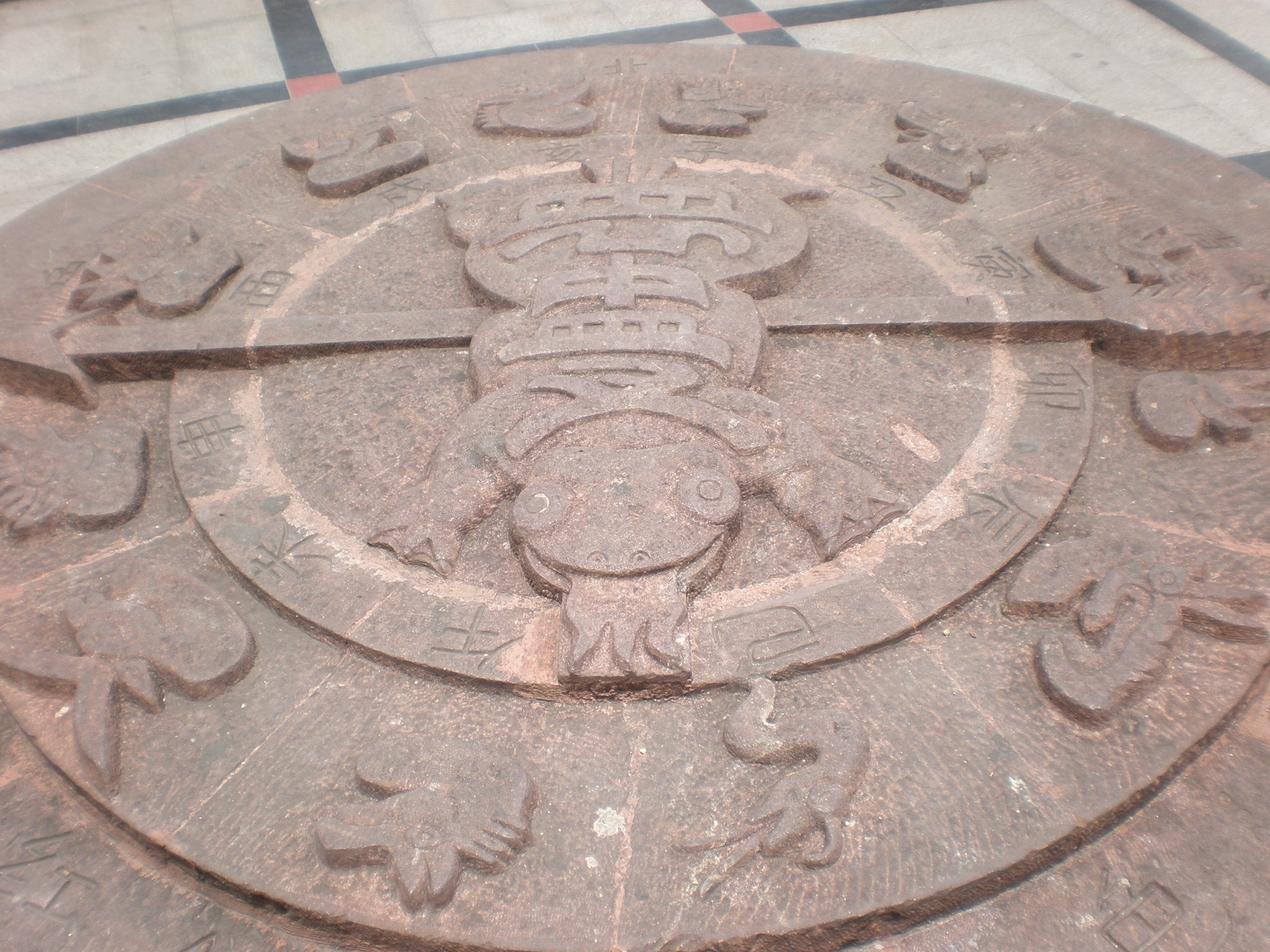
Деталь зображення, що показує Змію, позначену її знаком Земної гілки (спереду, справа від центру)
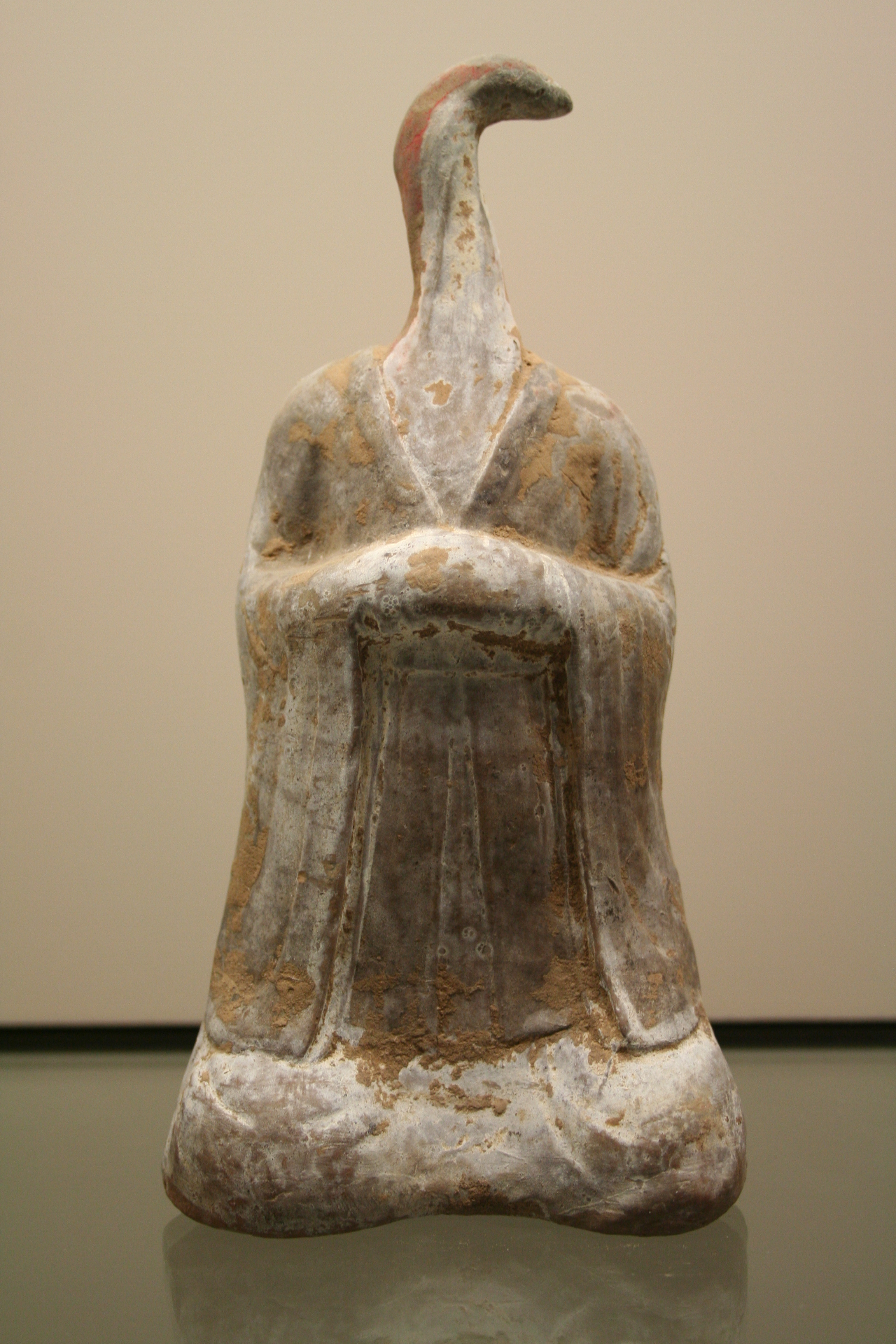
Теракотова зодіакальна Змія періоду династії Суй (581-618)
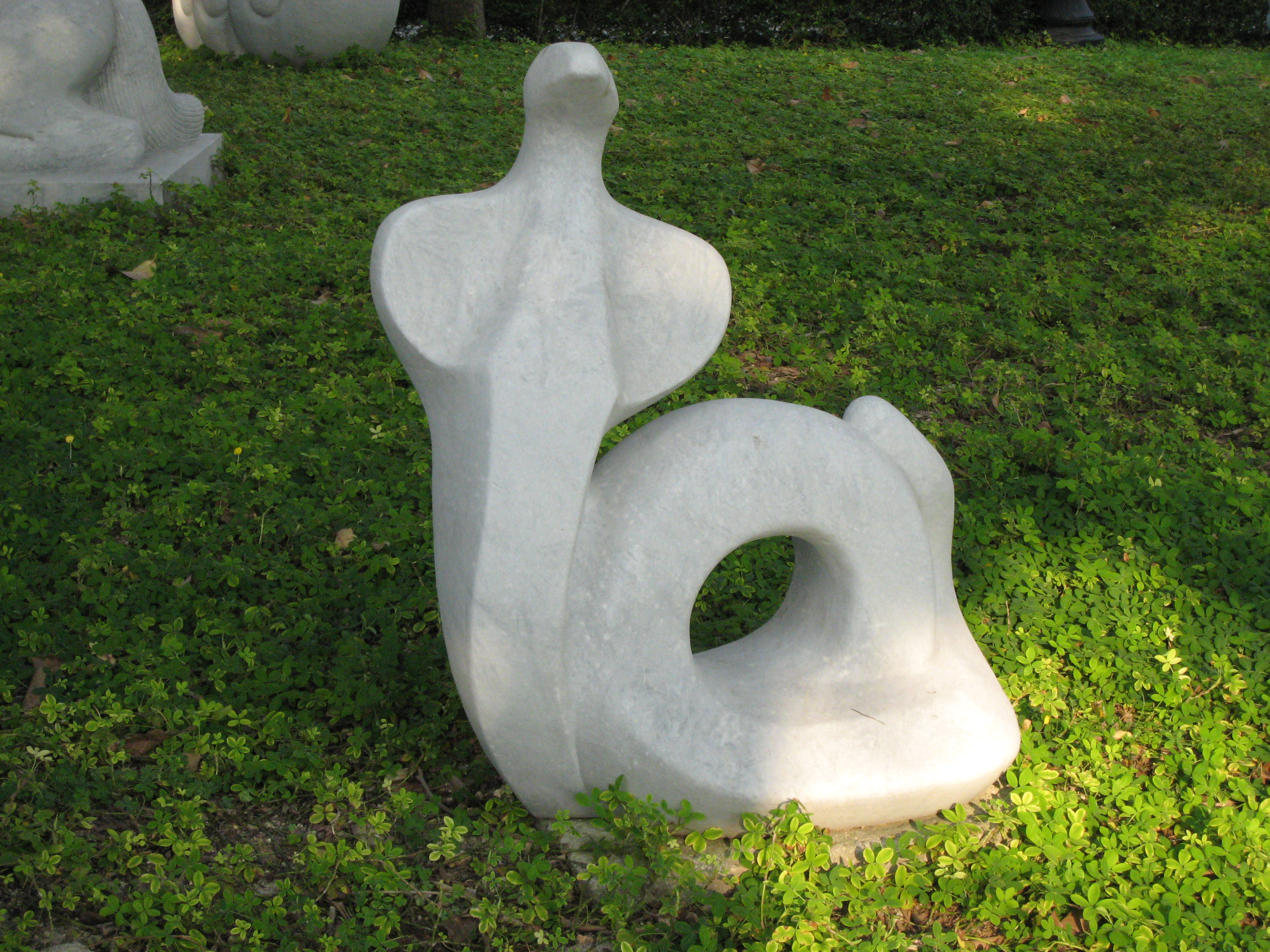
Статуя Змії - одна з 12 статуй китайського зодіаку в парку Kowloon Walled City в Коулуні, Гонконг